# Аланиндехидрогеназа
Аланиндехидрогеназата е ензим, катализиращ окислението на L-аланин до пируват, зависимо от НАД+, съпроводено с отделянето на амоняк.